# Adams (cráter marciano)
Adams es un cráter de impacto del planeta Marte al sureste del cráter Achar y al noreste del cráter Ajon, a 30.8º norte y 163º este. El impacto causó un boquete de 95 kilómetros de diámetro. El nombre fue aprobado en 1973 en honor al astrónomo estadounidense Walter S. Adams (1876-1956).